# Antonio Filocamo
Antonio Filocamo (Messine, 1669 - 1743), est un peintre italien baroque qui fut actif au XVIIIe siècle.

## Biographie
Antonio Filocamo est né à Messine et  il débuta avec son frère  Paolo Filocamo dans l'atelier romain de Carlo Maratta. De retour à Messine il décora de nombreux églises et oratoires.
Contaminé par la peste Antonio Filocamo mourut avec ses frères Paolo et Gaetano pendant l'épidemie de 1743.
Une grande partie de son œuvre comportant la décoration de monuments de Messine a été perdue lors des tremblements de terre de 1783 et 1908.
Certains tableaux et fresques sont aujourd'hui visibles à Acireale dans la cathédrale (chapelle Santa Venera) et à la Pinacoteca Zelantea ainsi qu'à Palerme (église  Santa Caterina et cathédrale).
Pietro Paolo Vasta a débuté comme apprenti dans l'atelier de Antonio et Paolo Filocamo.

## Œuvres
- Vierge à l'Enfant, Cathédrale, Palerme.
- Le sacrifice d'Isaac (1712), huile sur toile de 99 cm × 123 cm, Pinacoteca Zelantea, Acireale.
- Couronnement de Santa Venera (1710), fresque, Basilique Maria San Annunziata, Acireale (en collaboration avec son frère Paolo).
- Anima in gloria ascende in Paradiso (1728), fresque, église Santa Caterina, Palerme (en collaboration avec son frère Paolo).

Église Santa Elia, Messine :
Nativité, Adoration des rois mages, Jésus enfant au Temple, Le Baptême du Christ (1706), fresques réalisées en collaboration avec son frère Paolo.

### Sources
- (en) Cet article est partiellement ou en totalité issu de l’article de Wikipédia en anglais intitulé « Antonio Filocamo » (voir la liste des auteurs).

- (it) Cet article est partiellement ou en totalité issu de l’article de Wikipédia en italien intitulé « Antonio Filocamo » (voir la liste des auteurs).